# Karta (Kota Agung Timur)
Karta is een bestuurslaag in het regentschap Tanggamus van de provincie Lampung, Indonesië. Karta telt 1249 inwoners (volkstelling 2010).